# Авраменко Олександр Сергійович (військовий)
Олекса́ндр Сергі́йович Авра́менко (нар. 5 березня 1989, Гуляйполе, Запорізька область — пом. 14 червня 2014, Луганськ, Україна) — український військовослужбовець, десантник, сержант Збройних сил України. учасник російсько-української війни

## Життєпис
Олександр Авраменко народився у місті Гуляйполе на Запоріжжі. З 1995 по 2001 рік навчався в загальноосвітній школі № 1 міста Гуляйполе. 2001 року, після смерті батька, родина переїхала до міста Синельникове Дніпропетровської області. 2004 року закінчив 9 класів загальноосвітньої школи № 1 міста Синельникове. 2007-го здобув професію «Електромонтер з ремонту та обслуговування електроустаткування» у Синельниківському професійному ліцеї.
У 2007–2008 рр. проходив строкову військову службу в 301-му зенітному ракетному полку Повітряних Сил Збройних Сил України, в/ч А0593, м. Нікополь.
У зв'язку з російською збройною агресією проти України у березні 2014 року мобілізований на захист Батьківщини.
Сержант, стрілець-зенітник 25-ї Дніпропетровської повітряно-десантної бригади Високомобільних десантних військ ЗС України, в/ч А1126, смт Гвардійське, Дніпропетровська область.

## Обставини загибелі
13 червня 2014 року десантники готувались до відправлення в зону проведення АТО. У ніч проти 14 червня трьома військово-транспортними літаками Іл-76 МД з інтервалом у 10 хвилин вони вилетіли в Луганський аеропорт на ротацію особового складу. На борту також були військова техніка, спорядження та продовольство.
14 червня о 0:40 перший літак (бортовий номер 76683) під командуванням полковника Дмитра Мимрикова приземлився в аеропорту.
Другий Іл-76 МД (бортовий номер 76777), під керівництвом командира літака підполковника Олександра Бєлого, на борту якого перебували 9 членів екіпажу 25-ї мелітопольської бригади транспортної авіації та 40 військовослужбовців 25-ї Дніпропетровської окремої повітряно-десантної бригади, о 0:51, під час заходу на посадку (аеродром міста Луганськ), на висоті 700 метрів підбили російські терористи з переносного зенітно-ракетного комплексу «Ігла». Внаслідок терористичного акту літак вибухнув у повітрі й врізався в землю поблизу території аеропорту. 49 військовослужбовців, — весь екіпаж літака та особовий склад десанту, — загинули. Третій літак за наказом повернувся в Мелітополь.
|                                                  | Там все було дуже грамотно по-військовому сплановано. Там без Росії не обійшлось. Вогонь вівся з усіх сторін. Це було не на рівні ненавчених бойовиків. Обстріл літака вівся дуже грамотно. Спочатку підсвічували трасером, а потім били. Із ПЗРК неможливо було збити літак, навіть якби боєприпас потрапив у двигун, то літак все рівно не загинув би. Стріляли з «Шилки». |
| — Командир 25-ї БрТрА полковник Дмитро Мимриков. | |

Пройшло більш як 40 діб перш ніж десантників поховали: українські військові збирали рештки тіл загиблих, влада домовлялася з терористами про коридор для евакуації, в Дніпрі проводились експертизи ДНК для ідентифікації.
25 липня 2014 року Олександра поховали на міському кладовищі міста Синельникове.

## Нагороди та відзнаки
- Орден «За мужність» III ст. (20.06.2014, посмертно) — за особисту мужність і героїзм, виявлені у захисті державного суверенітету та територіальної цілісності України, вірність військовій присязі та незламність духу[5].
- Нагрудний знак «За оборону Луганського аеропорту» (посмертно).

## Вшанування пам'яті
- 13 червня 2015 року в Дніпрі на Алеї Героїв до роковин загибелі військових у збитому терористами літака Іл-76 встановили пам'ятні плити з іменами загиблих воїнів[6].
- 18 червня 2016 року на території військової частини А1126 в смт Гвардійське урочисто відкрили пам'ятник воїнам-десантникам 25-ї повітряно-десантної бригади, які героїчно загинули під час бойових дій в зоні проведення АТО. На гранітних плитах викарбувані 136 прізвищ, серед них і 40 десантників, які загинули у збитому літаку в Луганську[7].